# 厦门兴才职业技术学院
厦门兴才职业技术学院是中华人民共和国的一所全日制专科民办普通高等职业学校，位于福建省厦门市集美区。
1983年，厦门市兴才中等职业学校成立。2005年5月31日，升格为厦门兴才职业技术学院。